# Hubert Constant
Pour les articles homonymes, voir Constant.
Hubert Constant (né le 18 septembre 1931 à Camp-Perrin dans l'arrondissement des Cayes, département du Sud à Haïti, mort le 23 septembre 2011) est un catholique haïtien, oblat, premier évêque de Fort-Liberté puis archevêque de Cap-Haïtien.

## Biographie
Il est ordonné prêtre chez les oblats de Marie-Immaculée (O.M.I) le 15 septembre 1958.
Le 31 janvier 1991, Jean-Paul II le nomme premier évêque de Fort-Liberté. Il est consacré le 7 avril suivant par François Gayot, archevêque de Cap-Haïtien, avec comme co-consécrateurs Alix Verrier et Joseph Willy Romélus. 
Le 5 novembre 2003 il est transféré au siège métropolitain de Cap-Haïtien. Il y reste jusqu'au 1er mars 2008 lorsque le pape Benoît XVI accepte sa renonciation et nomme pour lui succéder Louis Kébreau.

## Carrière
Hubert Constant a contribué en effet à la formation de plusieurs générations de professionnels qui se retrouvent aujourd'hui à différents niveaux dans les secteurs public et privé en Haïti et à l'étranger. 
Directeur des études au Petit Séminaire de Mazenod - Camp-Perrin (où il a lui-même fait ses études secondaires), il a ensuite été le Fondateur et Directeur du Collège Saint-Jean des Cayes, deux des  meilleures écoles secondaires du pays. Il était détenteur d'une licence ès-lettres de la Sorbonne où il a aussi fait des études en théologie. Archevêque émérite depuis 2008, après avoir atteint l'âge canonique de 75 ans, il était conseiller de la Conférence épiscopale d'Haïti.
C’était un homme sensible, amoureux de son pays, passionné de son Église et apprécié du pape Jean-Paul II (qui l'a nommé évêque  le 31 janvier 1991), particulièrement pour  ses dons de communicateur.
Citations

« Notre cœur saigne encore lorsque nous voyons se perpétuer dans notre pays ces situations d’insécurité, d’impunité, de corruption, d’exploitation à outrance pour l’argent et le pouvoir, et la mascarade de la justice. »